# Ivan Van Mossevelde
Ivan Van Mossevelde (Wachtebeke, 1940) is een hedendaags Vlaams architect, bekend door het ontwerpen van modernistische bedrijfsgebouwen en woningen en de restauratie en opwaardering van het historische Italiaanse dorp Labro.

## Levensloop
Van Mossevelde werd geboren in Wachtebeke als zoon van Gerard Van Mossevelde en Hilda Coppens. Zijn vader was achtereenvolgens leraar aan het Sint-Amandus, Sint-Lucas en Sint-Antoniusinstituut te Gent en vormde wellicht de aanleiding tot zijn architectuuropleiding aan het hoger architectuurinstituut Sint-Lucas te Gent.
Als echte italofiel trekt Van Mossevelde in 1985 naar Italië en start hij een praktijk in Sammezzano. In Italië maakt hij werk van de restauratie van het historische dorp Labro.

## Zijn werk
In 1968 ontwerpt hij in Wetteren een opvallende woning die bestaat uit 3 in elkaar lopende gedeelten en die tot op vandaag modern en tijdloos is.
In de jaren '70 maakt Van Mossevelde gebruik van gesloten brutalistische betonwanden die hij aanvankelijk in de villa voor kunstverzamelaar Roger Matthys-Colle in Deurle toepast, maar later ook aanwendt in een bedrijfsgebouw voor de Kortrijkse Katoenspinnerij in Harelbeke, in een woning in Sint-Denijs-Westrem en in een dokterspraktijk in Gent.
In 1976 maakt Van Mossevelde een interessant ontwerp voor de hoofdzetel van Aquavia in Landegem en het kantoor van Batibo Investments in Drongen waarbij hij gebruikmaakt van een opvallende staalconstructie. Hij zal hetzelfde ontwerpprincipe toepassen in latere ontwerpen voor bedrijfsgebouwen zoals in de bovenbouw van het kantoorgebouw Floralis in Sint-Denijs-Westrem.
Villa M in Sint-Martens-Latem is een modernistische bungalow gebouwd in 1977 in opdracht van Prof. Henri Muller. Dit pand is een kunstwerk op zich en een statement van het zuivere modernisme. Het gebouw onderscheidt zich door de open indeling en de unieke interactie met de omliggende ongerepte natuur.
Halverwege de jaren 1980 ontwerpt hij een aantal woningen die geïnspireerd zijn door het post-modernisme zoals een woning in Waasmunster en woning Rombaut in Lovendegem.
Eind jaren 1990 staat hij in voor het ontwerp van het gemeentehuis van Sint-Martens-Latem dat rekening houdt met de specifieke context van het kunstenaarsdorp. Het gebouw beschikt over een aantal post-moderne elementen die verwijzen naar de aanpalende kerk en is bovendien sterk gericht op het omliggende landschap waartoe de Leie behoort.

## Belangrijkste werken
- 1968 : tijdloze moderne woning in Wetteren
- 1970 : huis van kunstverzamelaar Roger Matthys-Colle in Deurle
- 1970 : woning in Sint-Denijs-Westrem
- 1973 : dokterspraktijk in Gent
- 1973 : woning in Merelbeke
- 1974 : Kortrijkse Katoenspinnerij in Harelbeke
- 1976 : woning Van Hooland in Sint-Martens-Latem[8]
- 1976 : kantoor Aquavia in Landegem, Nevele
- 1977 : Villa M in Sint-Martens-Latem[9]
- 1977 : Wijngaard, verkaveling met sociale woningbouw in Sint-Martens-Latem
- 1977 : kantoor Batibo Investments in Drongen
- 1984 : woning Rombaut in Lovendegem
- 1999 : gemeentehuis in Sint-Martens-Latem
- 2005 : bovenbouw kantoorgebouw Floralis in Sint-Denijs-Westrem